# Madeleine Harris
Madeleine Harris, född 28 april 2001 i London, är en brittisk skådespelare.
Harris har bland annat medverkat i TV-serien Man Down. Hon har även medverkat i de tre filmerna om Björnen Paddington.

## Filmografi (i urval)
- 2013–2016 – Man Down (TV-serie)
- 2014 – Paddington
- 2017 – Paddington 2
- 2024 – Paddington i Peru